# گروه ۸۴۰ موشکی کاشان

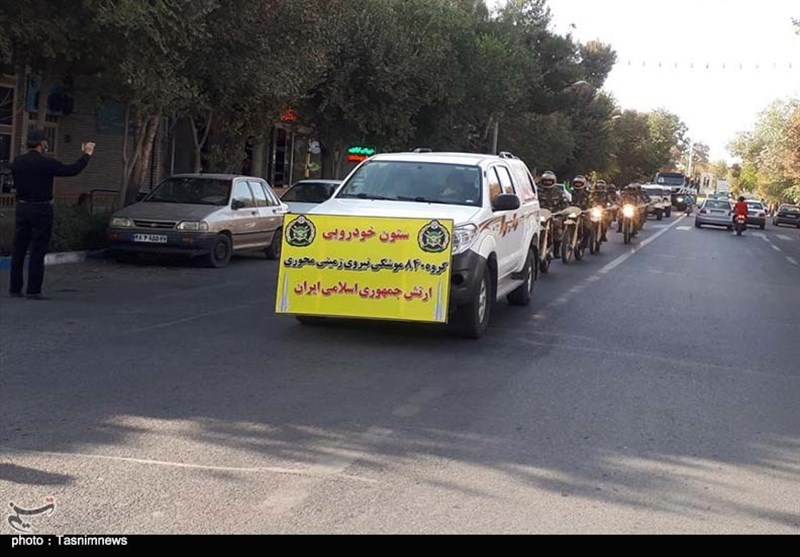
رژه ستون خودرویی گروه ۸۴۰ موشکی به مناسبت سالگرد جنگ ایران و عراق در سال ۱۴۰۰ در شهر کاشان

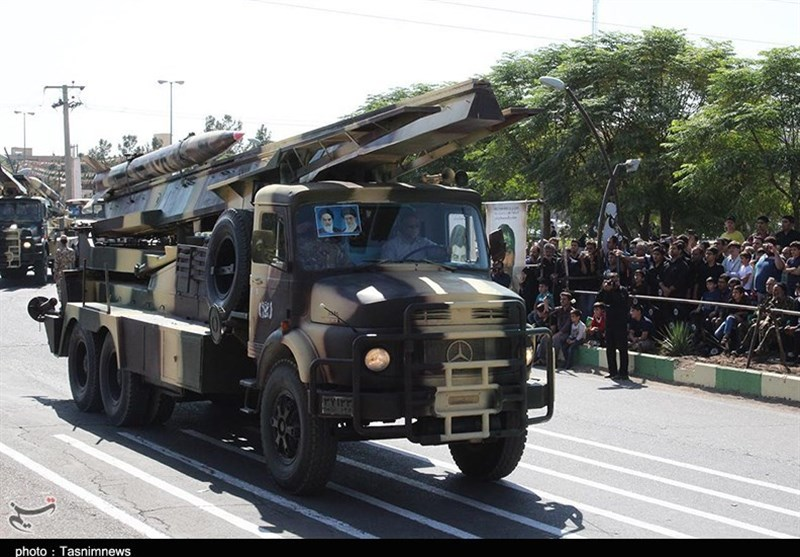
رژه گروه ۸۴۰ موشکی کاشان در سال ۱۳۹۶

گروه ۸۴۰ موشکی کاشان یگان توپخانه‌ای و پشتیبانی موشکی نیروی زمینی ارتش جمهوری اسلامی ایران است، که ستاد فرماندهی آن در شهر کاشان قرار دارد و پادگان آن در شهر آران و بیدگل مستقر می‌باشد. هم‌اکنون سرهنگ حیدر معظمی گودرزی فرماندهی گروه ۸۴۰ موشکی را برعهده دارد.